# スーパー兄弟
スーパー兄弟（スーパーきょうだい）は、日本の大衆演劇の劇団。1935年（昭和10年）に熊本市で旗揚げした。

## 沿革
初代・南條隆により「南條隆劇団」として旗揚げする。
1964年（昭和39年）、二代目・南條隆が座長となる。2007年（平成19年）5月、二代目の息子の龍美麗、南條影虎がそれぞれ座長に就任した。南條影虎は、2015年（平成27年）に三代目南條隆を襲名した。

## 劇団員
- 南條隆（和・一信会会長）
- 大路にしき
- 龍美麗(総座長)
- 三代目　南條隆(座長)
- 南條勇希(副座長)
- 龍魔裟斗(花形)
- 一城風馬(花形)
- 南京弥
- 天生蛍
- 北條めぐみ
- 一条椿
- 一條春己
- 一條嵐志
- 一條佐助
- 一条花火
- 北條みずき

## 外部サイト
- 公式ウェブサイト
- スーパー兄弟 (@superkyoudai) - X（旧Twitter）
- SPKチャンネル - YouTubeチャンネル
- 南條隆とスーパー兄弟 - カンゲキ